# Championnat de Macédoine du Nord de basket-ball
La First League est la première division du championnat de Macédoine du Nord de basket-ball. Ce championnat regroupe les 9 meilleures équipes macédoniennes.

## Historique
Le championnat macédonien est fondé en 1992 à l'issue de l'indépendance de la Macédoine du Nord l'année précédente.

## Palmarès
| Saison    | Champion                                        | Score                      | Finaliste           | Premier de la saison régulière |
| --------- | ----------------------------------------------- | -------------------------- | ------------------- | ------------------------------ |
| 1992-1993 | Godel Rabotnički                                | 3-2 (série en cinq matchs) | MZT Aerodrom Hepos  |                                |
| 1993-1994 | Godel Rabotnički                                | 3–2 (série en cinq matchs) | Kočani Delikates    |                                |
| 1994-1995 | Godel Rabotnički                                | 3-2 (série en cinq matchs) | Kočani Delikates    |                                |
| 1995-1996 | Godel Rabotnički                                | 3-0 (série en cinq matchs) | MZT Aerodrom        |                                |
| 1996-1997 | Godel Rabotnički                                | 4-1 (série en sept matchs) | Žito Vardar         |                                |
| 1997-1998 | Godel Rabotnički                                | 3-2 (série en cinq matchs) | MZT Boss Aerodrom   |                                |
| 1998-1999 | Godel Rabotnički                                | 3-2 (série en cinq matchs) | MZT Boss Aerodrom   |                                |
| 1999-2000 | Nikol Fert                                      | 3-2 (série en cinq matchs) | Rabotnički          |                                |
| 2000-2001 | Feršped Rabotnički                              | 3-0 (série en cinq matchs) | MZT Aerodrom 2000   |                                |
| 2001-2002 | Feršped Rabotnički                              | 4-2 (série en sept matchs) | Kumanovo            |                                |
| 2002-2003 | Feršped Rabotnički                              | 4-0 (série en sept matchs) | Polo Trejd          |                                |
| 2003-2004 | Feršped Rabotnički                              | 4-1 (série en sept matchs) | MZT Aerodrom        | MZT Aerodrom                   |
| 2004-2005 | Feršped Rabotnički                              | 4-2 (série en sept matchs) | Vardar Osiguruvanje | Vardar Osiguruvanje            |
| 2005-2006 | Feršped Rabotnički                              | 4-1 (série en sept matchs) | Vardar Osiguruvanje | Feršped Rabotnički             |
| 2006-2007 | Strumica 2005                                   | 4-1 (série en sept matchs) | Feršped Rabotnički  | Strumica 2005                  |
| 2007-2008 | KK Feni Industries                              | 4-3 (série en sept matchs) | Strumica 2005       | KK Feni Industries             |
| 2008-2009 | Rabotnički                                      | 4-2 (série en sept matchs) | KK Feni Industries  | KK Feni Industries             |
| 2009-2010 | KK Feni Industries                              | 4-3 (série en sept matchs) | Vardar Osiguruvanje | Vardar Osiguruvanje            |
| 2010-2011 | KK Feni Industries                              | 4-1 (série en sept matchs) | Rabotnički          | KK Feni Industries             |
| 2011-2012 | MZT Aerodrom                                    | 4-1 (série en sept matchs) | KK Feni Industries  | MZT Aerodrom                   |
| 2012-2013 | MZT Aerodrom                                    | 4-0 (série en sept matchs) | Kozuv               | MZT Aerodrom                   |
| 2013-2014 | MZT Aerodrom                                    | 3-1 (série en cinq matchs) | Rabotnički          | MZT Aerodrom                   |
| 2014-2015 | MZT Aerodrom                                    | 3-0 (série en cinq matchs) | Kumanovo            | MZT Aerodrom                   |
| 2015-2016 | MZT Aerodrom                                    | 3-1 (série en cinq matchs) | Kumanovo            | MZT Aerodrom                   |
| 2016-2017 | MZT Aerodrom                                    | 3-2 (série en cinq matchs) | KK Karpoš Sokoli    | MZT Aerodrom                   |
| 2017-2018 | Rabotnički                                      | 3-0 (série en cinq matchs) | MZT Aerodrom        | Rabotnički                     |
| 2018-2019 | MZT Aerodrom                                    | 3-0 (série en cinq matchs) | Rabotnički          | Rabotnički                     |
| 2019-2020 | Non attribué pour cause de Pandémie de Covid-19 |                            |                     | MZT Aerodrom                   |
| 2020-2021 | MZT Aerodrom                                    | 3-0 (série en cinq matchs) | Kavadarci           | Pelister                       |
| 2021-2022 | MZT Aerodrom                                    | 3-1 (série en cinq matchs) | KK Pelister         | MZT Aerodrom                   |
| 2022-2023 | MZT Aerodrom                                    | 3-0 (série en cinq matchs) | KK Pelister         | MZT Aerodrom                   |
| 2023-2024 | MZT Aerodrom                                    | 3-0 (série en cinq matchs) | KK Pelister         | MZT Aerodrom                   |
| 2024-2025 | MZT Aerodrom                                    | 3-0 (série en cinq matchs) | KK TFT              | MZT Aerodrom                   |

## Bilan par club
| Club            | Titres | Ville     | Année                                                                                    |
| --------------- | ------ | --------- | ---------------------------------------------------------------------------------------- |
| Rabotnički      | 15     | Skopje    | 1993, 1994, 1995, 1996, 1997, 1998, 1999, 2001, 2002, 2003, 2004, 2005, 2006, 2009, 2018 |
| MZT Aerodrom    | 12     | Skopje    | 2012, 2013, 2014, 2015, 2016, 2017, 2019, 2021, 2022, 2023, 2024, 2025                   |
| Feni Industries | 3      | Kavadarci | 2008, 2010, 2011                                                                         |
| Nikol Fert      | 1      | Gostivar  | 2000                                                                                     |
| Strumica 2005   | 1      | Strumica  | 2007                                                                                     |